# Peru na Letnich Igrzyskach Olimpijskich 2024
Peru na Letnich Igrzyskach Olimpijskich 2024 – występ kadry sportowców reprezentujących Peru na igrzyskach olimpijskich, które odbyły się w Paryżu we Francji, w dniach 26 lipca – 11 sierpnia 2024.
Reprezentacja Peru liczyła dwadzieścioro sześcioro zawodników – siedemnaście kobiet i dziewięciu mężczyzn, którzy wystąpili w 9 dyscyplinach.
Był to dwudziesty pierwszy start Peru na letnich igrzyskach olimpijskich.

## Zdobyte medale
Peruwiańczycy zdobyli jeden medal - brąz żeglarza Stefano Peschiery. Był to piąty wynik w dotychczasowej historii startów tego państwa na letnich igrzyskach olimpijskich i najlepszy występ od igrzysk w Barcelonie w 1992, gdzie Peruwiańczycy poprzedni raz zdobyli medal olimpijski. Był to również pierwszy w historii brązowy medal olimpijski dla Peru.
| Data       | Medal | Zawodnik          | Dyscyplina | Konkurencja |
| ---------- | ----- | ----------------- | ---------- | ----------- |
| 7 sierpnia | Brąz  | Stefano Peschiera | Żeglarstwo | ILCA 7      |

## Reprezentanci

### Badminton
| Zawodnik      | Konkurencja | Faza grupowa     | Faza grupowa     | Faza grupowa | 1/8 finału       | Ćwierćfinały     | Półfinały        | Finał            | Finał | Źródło |
| Zawodnik      | Konkurencja | Przeciwnik Wynik | Przeciwnik Wynik | Poz.         | Przeciwnik Wynik | Przeciwnik Wynik | Przeciwnik Wynik | Przeciwnik Wynik | Poz.  | Źródło |
| ------------- | ----------- | ---------------- | ---------------- | ------------ | ---------------- | ---------------- | ---------------- | ---------------- | ----- | ------ |
| Inés Castillo | singel (k)  | Arın P 0–2       | Ohori P 0–2      | 3.           | NQ               | NQ               | NQ               | NQ               | NQ    | [ 1 ]  |

### Judo
| Zawodnik      | Konkurencja | 1/16             | 1/8              | Ćwierćfinał      | Półfinał         | Repasaże         | Finał / 3. miejsce | Finał / 3. miejsce | Źródła |
| Zawodnik      | Konkurencja | Przeciwnik Wynik | Przeciwnik Wynik | Przeciwnik Wynik | Przeciwnik Wynik | Przeciwnik Wynik | Przeciwnik Wynik   | Pozycja            | Źródła |
| ------------- | ----------- | ---------------- | ---------------- | ---------------- | ---------------- | ---------------- | ------------------ | ------------------ | ------ |
| Juan Postigos | -66 kg (m)  | Piras P 00–10    | NQ               | NQ               | NQ               | NQ               | NQ                 | NQ                 | [ 2 ]  |

### Lekkoatletyka
| Zawodnik                         | Konkurencja                 | Finał   | Finał   | Źródło      |
| Zawodnik                         | Konkurencja                 | Wynik   | Miejsce | Źródło      |
| -------------------------------- | --------------------------- | ------- | ------- | ----------- |
| Mary Luz Andía                   | chód na 20 km (k)           | 1:29:24 | 12.     | [ 3 ]       |
| Kimberly García                  | chód na 20 km (k)           | 1:30:10 | 16.     | [ 4 ]       |
| Evelyn Inga                      | chód na 20 km (k)           | 1:28:16 | 8.      | [ 5 ]       |
| Luis Henry Campos                | chód na 20 km (m)           | 1:22:00 | 26.     | [ 6 ]       |
| César Rodríguez                  | chód na 20 km (m)           | DNF     | DNF     | [ 7 ]       |
| Kimberly García, César Rodríguez | sztafeta mieszana w chodzie | 2:51:56 | 4.      | [ 4 ] [ 7 ] |
| Cristhian Pacheco                | maraton (m)                 | DNF     | DNF     | [ 8 ]       |
| Luz Mery Rojas                   | maraton (k)                 | 2:37:24 | 62.     | [ 9 ]       |
| Gladys Tejeda                    | maraton (k)                 | 2:35:36 | 56.     | [ 10 ]      |
| Thalia Valdivia                  | maraton (k)                 | 2:29:01 | 18.     | [ 11 ]      |

### Pływanie
| Zawodnik            | Konkurencja                   | Eliminacje | Eliminacje | Półfinał | Półfinał | Finał     | Finał | Źródło |
| Zawodnik            | Konkurencja                   | Czas       | Poz.       | Czas     | Poz.     | Czas      | Poz.  | Źródło |
| ------------------- | ----------------------------- | ---------- | ---------- | -------- | -------- | --------- | ----- | ------ |
| María Bramont-Arias | 10 km na otwartym akwenie (k) | —          | —          | —        | —        | 2:12:44.7 | 21.   | [ 12 ] |
| McKenna DeBever     | 200 m st. zmiennym (k)        | 2:17.61    | 29.        | NQ       | NQ       | NQ        | NQ    | [ 13 ] |
| Joaquín Vargas      | 400 m st. dowolnym (m)        | 3:54.59    | 29.        | NQ       | NQ       | NQ        | NQ    | [ 14 ] |

### Strzelectwo
| Zawodnik                        | Konkurencja   | Kwalifikacje | Kwalifikacje | Finał | Finał         | Źródło |
| Zawodnik                        | Konkurencja   | Wynik        | Pozycja      | Wynik | Pozycja       | Źródło |
| ------------------------------- | ------------- | ------------ | ------------ | ----- | ------------- | ------ |
| Daniella Borda                  | skeet (k)     | 116          | 19.          | NQ    | NQ            | [ 15 ] |
| Nicolás Pacheco                 | skeet (m)     | 122          | 6.           | 17    | 6.            | [ 16 ] |
| Daniella Borda, Nicolás Pacheco | skeet (mikst) | 139          | 13.          | NQ    | [ 15 ] [ 16 ] |        |

### Surfing
| Zawodnik      | Konkurencja | Eliminacje | Eliminacje | Eliminacje             | 1/8 finału          | Ćwierćfinał         | Półfinał           | Finał/ 3. miejsce    | Pozycja | Źródło |
| Zawodnik      | Konkurencja | Runda 1    | Runda 1    | Runda 2                | 1/8 finału          | Ćwierćfinał         | Półfinał           | Finał/ 3. miejsce    | Pozycja | Źródło |
| Zawodnik      | Konkurencja | Wynik      | Miejsce    | Przeciwnik Wynik       | Przeciwnik Wynik    | Przeciwnik Wynik    | Przeciwnik Wynik   | Przeciwnik Wynik     | Pozycja | Źródło |
| ------------- | ----------- | ---------- | ---------- | ---------------------- | ------------------- | ------------------- | ------------------ | -------------------- | ------- | ------ |
| Sol Aguirre   | kobiety     | 4.30       | 2. R2      | Siqi P 4.50–8.67       | NQ                  | NQ                  | NQ                 | NQ                   | NQ      | [ 17 ] |
| Alonso Correa | mężczyźni   | 14.33      | 1. R3      | BYE                    | Smith W 15.00–12.20 | Inaba W 10.50–10.16 | Vaast P 9.60–10.96 | Medina P 12.43–15.54 | 4.      | [ 18 ] |
| Lucca Mesinas | mężczyźni   | 11.10      | 3. R2      | Robinson P 10.83–16.87 | NQ                  | NQ                  | NQ                 | NQ                   | NQ      | [ 19 ] |

### Szermierka
| Zawodnik         | Konkurencja              | 1/32             | 1/16             | 1/8              | Ćwierćfinały     | Półfinały        | Finał/o 3. miejsce | Finał/o 3. miejsce | Źródło |
| Zawodnik         | Konkurencja              | Przeciwnik Wynik | Przeciwnik Wynik | Przeciwnik Wynik | Przeciwnik Wynik | Przeciwnik Wynik | Przeciwnik Wynik   | Pozycja            | Źródło |
| ---------------- | ------------------------ | ---------------- | ---------------- | ---------------- | ---------------- | ---------------- | ------------------ | ------------------ | ------ |
| María Luisa Doig | szpada indywidualnie (k) | Tikanah P 14–15  | NQ               | NQ               | NQ               | NQ               | NQ                 | 33.                | [ 20 ] |

### Wioślarstwo
| Zawodnik                           | Konkurencja                      | Eliminacje | Eliminacje | Repasaż | Repasaż | Ćwierćfinały | Ćwierćfinały | Półfinały | Półfinały | Finał   | Finał | Miejsce | Źródło        |
| Zawodnik                           | Konkurencja                      | Czas       | M.         | Czas    | M.      | Czas         | M.           | Czas      | M.        | Czas    | M.    | Miejsce | Źródło        |
| ---------------------------------- | -------------------------------- | ---------- | ---------- | ------- | ------- | ------------ | ------------ | --------- | --------- | ------- | ----- | ------- | ------------- |
| Alessia Palacios, Valeria Palacios | dwójka podwójna wagi lekkiej (k) | 7:32.68    | 3. R       | 7:28.58 | 4. FC   | NQ           | NQ           | NQ        | NQ        | 7:12.27 | 2.    | 14.     | [ 21 ] [ 22 ] |
| Adriana Sanguineti                 | jedynka (k)                      | 8:03.87    | 5. R       | 8:07.05 | 2. Q    | 8:17.84      | 5. FD        | NQ        | NQ        | 7:49.31 | 6.    | 24.     | [ 23 ]        |

### Żeglarstwo
Konkurencje eliminacyjne
| Zawodnik         | Konkurencja     | Wyścig | Wyścig | Wyścig | Wyścig | Wyścig | Wyścig | Wyścig | Wyścig | Wyścig | Wyścig | Wyścig | Wyścig | Wyścig | Wyścig | Wyścig   | Wyścig   | Wyścig   | Wyścig   | Wyścig   | Wyścig   | Wyścig | Wyścig  | Wyścig | Wyścig | Wyścig | Pozycja | Źródło |
| Zawodnik         | Konkurencja     | 1      | 2      | 3      | 4      | 5      | 6      | 7      | 8      | 9      | 10     | 11     | 12     | 13     | 14     | 15       | 16       | 17       | 18       | 19       | 20       | pkt.   | miejsce | QF     | SF     | F      | Pozycja | Źródło |
| ---------------- | --------------- | ------ | ------ | ------ | ------ | ------ | ------ | ------ | ------ | ------ | ------ | ------ | ------ | ------ | ------ | -------- | -------- | -------- | -------- | -------- | -------- | ------ | ------- | ------ | ------ | ------ | ------- | ------ |
| María Belén Bazo | windsurfing (k) | 4      | 4      | 8      | 12     | 7      | 12     | 8      | 21     | 11     | 6      | 5      | 18.5   | 7.5    | 20.5   | odwołany | odwołany | odwołany | odwołany | odwołany | odwołany | 103    | 7 QF    | 2 SF   | 3 EL   | NQ     | 4.      | [ 24 ] |

Konkurencje z wyścigiem medalowym
| Zawodnik            | Konkurencja | Wyścig | Wyścig | Wyścig | Wyścig | Wyścig | Wyścig | Wyścig | Wyścig | Wyścig   | Wyścig   | Wyścig | Punkty | Finałowa pozycja | Źródło |
| Zawodnik            | Konkurencja | 1      | 2      | 3      | 4      | 5      | 6      | 7      | 8      | 9        | 10       | M*     | Punkty | Finałowa pozycja | Źródło |
| ------------------- | ----------- | ------ | ------ | ------ | ------ | ------ | ------ | ------ | ------ | -------- | -------- | ------ | ------ | ---------------- | ------ |
| Florencia Chiarella | ILCA 6      | 29     | 30     | 21     | 32     | 35     | 11     | 26     | 12     | 39       | odwołany | NQ     | 196    | 32.              | [ 25 ] |
| Stefano Peschiera   | ILCA 7      | 6      | 1      | 14     | 11     | 20     | 14     | 12     | 4      | odwołany | odwołany | 18     | 80     | brąz             | [ 26 ] |